# Lucasfilm Animation
Lucasfilm Animation è uno studio di animazione fondato nel 2003 dalla Lucasfilm, con sede in Marin County, in California; un altro stabilimento ha aperto i battenti il 27 ottobre 2005 a Singapore, più specializzato verso le animazioni in 3D, si occupa anche di animazione videoludica.
Allo studio lavorano: Catherine Winder come produttore esecutivo e supervisore, Dave Filoni come supervising director (regista di Avatar - La leggenda di Aang, Star Wars: The Clone Wars e noto per aver lavorato alla realizzazione delle serie TV King of the Hill, Kim Possible, Lilo & Stitch), Henry Gilroy come sceneggiatore capo e story editor (Justice League Unlimited, Bionicle), Rob Coleman come direttore animazioni e sviluppo.
A capo dello stabilimento di Singapore v'è Christian Kubsch.

## Filmografia

### Lungometraggi
- Star Wars: The Clone Wars  (2008)
- Strange Magic (2015)

### Serie animate
- Star Wars: The Clone Wars (2008-2014, 2020)
- Star Wars Detours (inedita)
- Star Wars Rebels (2014-2018)
- Lego Star Wars: The Freemaker Adventures (2016-2017)
- Star Wars: Forces of Destiny (2017-2018)
- Star Wars Resistance (2018-2020)
- Star Wars: The Bad Batch (2021-2024)
- Star Wars: Tales of the Jedi (2022)
- Star Wars: Tales of the Empire (2024)
- Star Wars: Tales of the Underworld (2025)

### Special televisivi
- Star Wars Rebels: Scintilla di ribellione (2014)
- Star Wars Rebels: L'assedio di Lothal (2015)
- Star Wars Rebels: Passi nell'ombra (2016)
- Star Wars Rebels: Eroi di Mandalore (2017)

## Parchi a tema
- Star Tours: The Adventures Continue (2011)

## Collaborazioni
Questo studio di animazione ha collaborato alle seguenti produzioni:
- Star Wars: Clone Wars - (2003 - 2005)